# Marianna (Arkansas)
Pour les articles homonymes, voir Marianna.
La ville de Marianna est le siège du comté de Lee, dans l'Arkansas, aux États-Unis.

## Galerie photographique

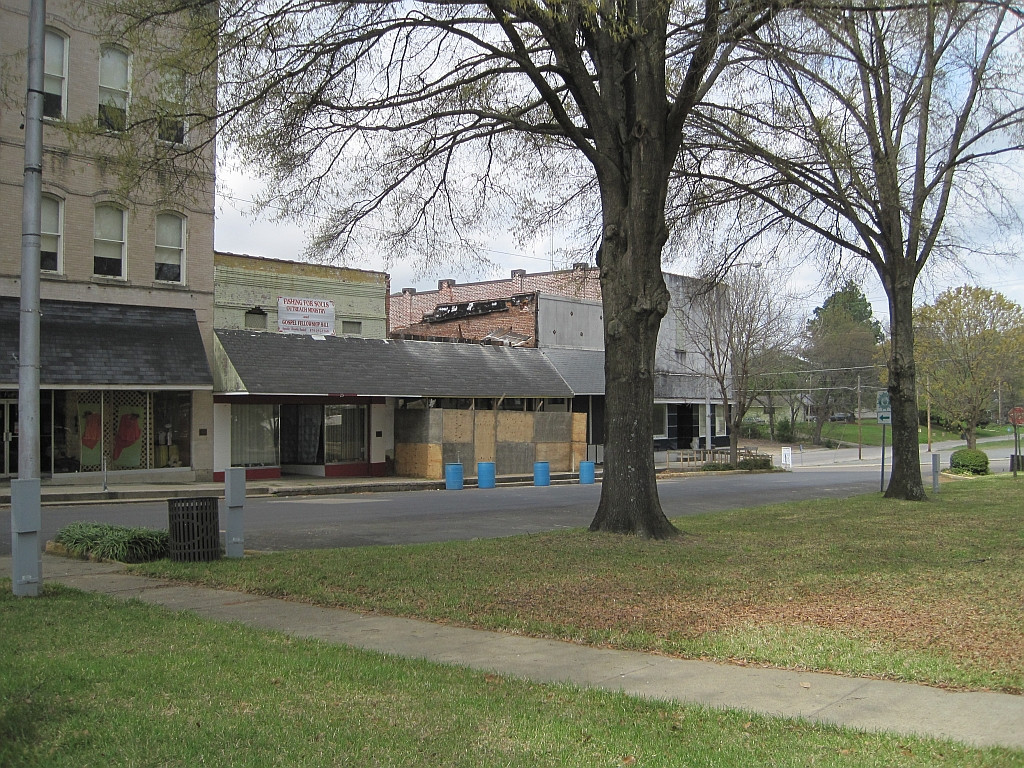
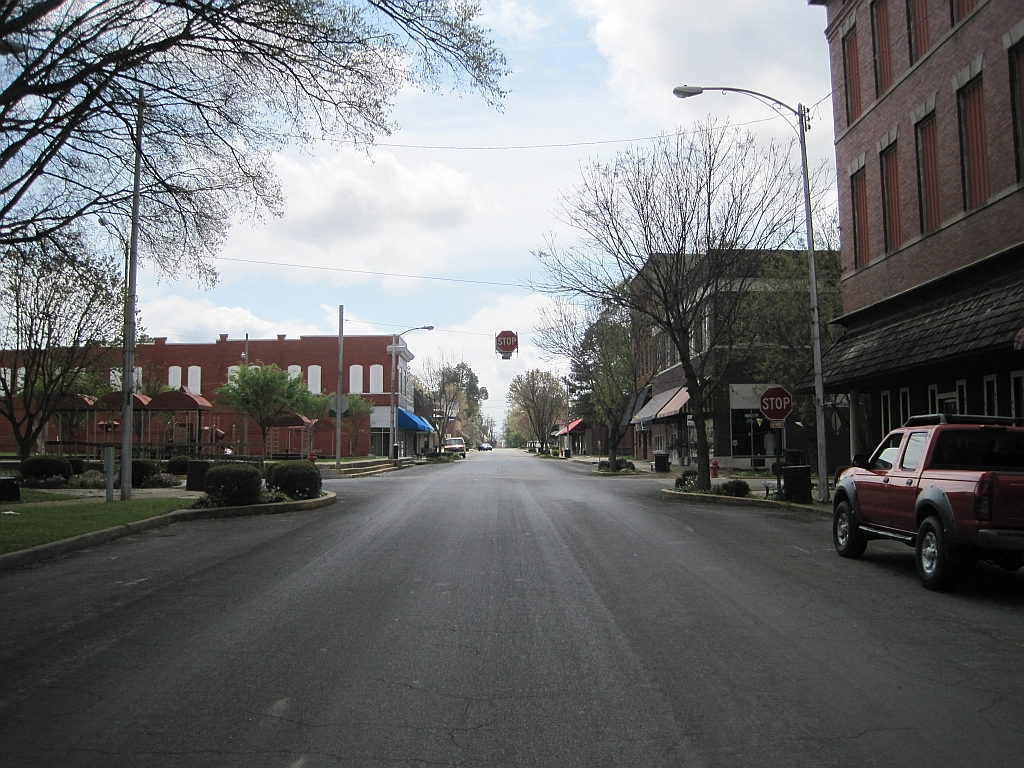
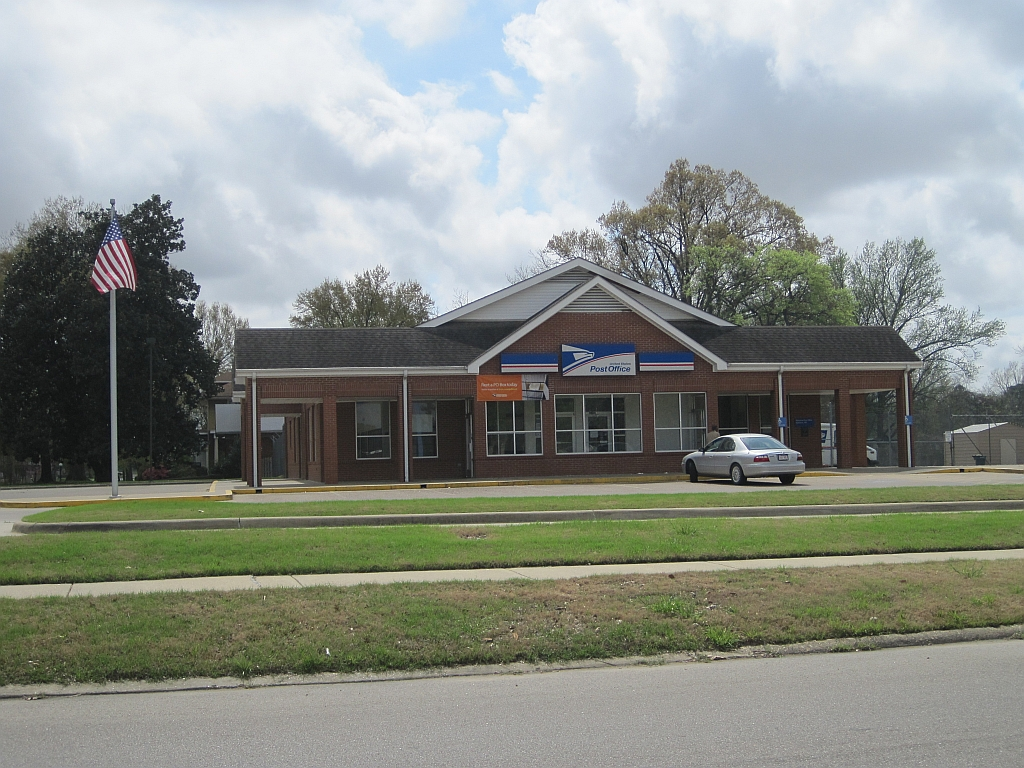
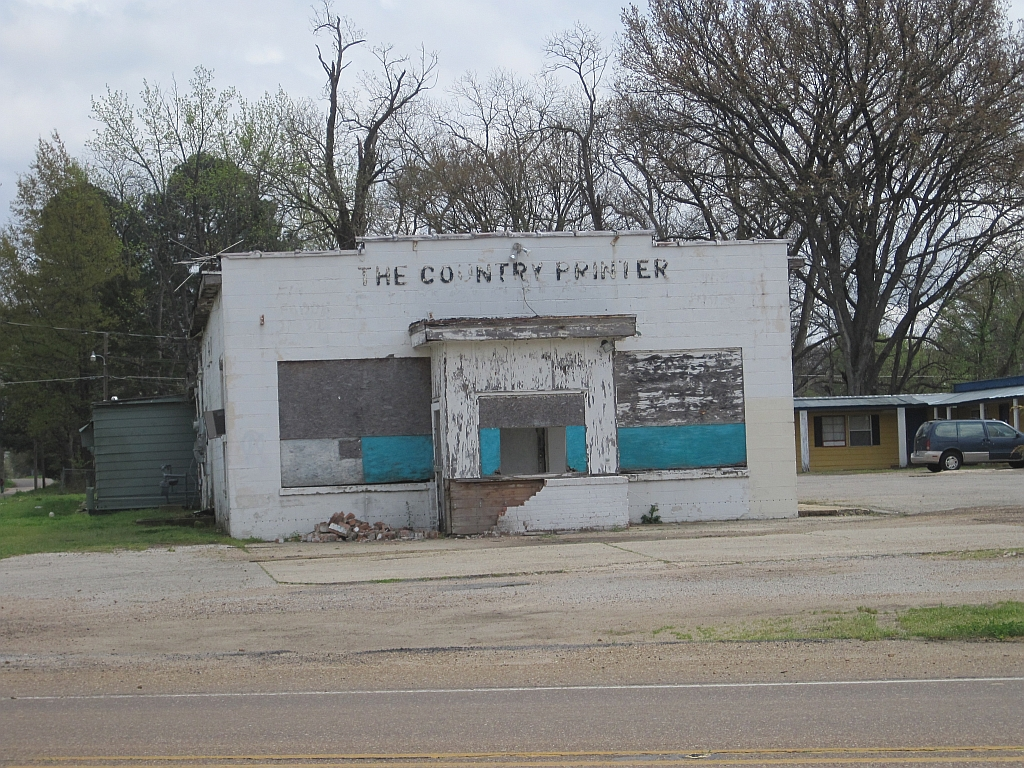
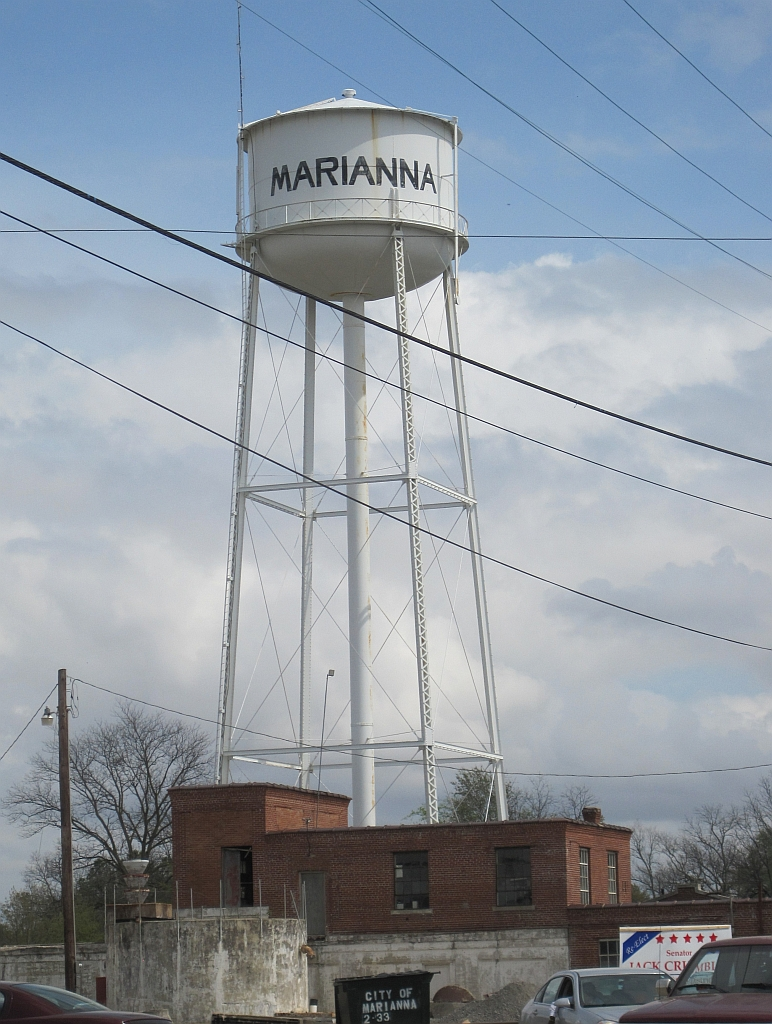
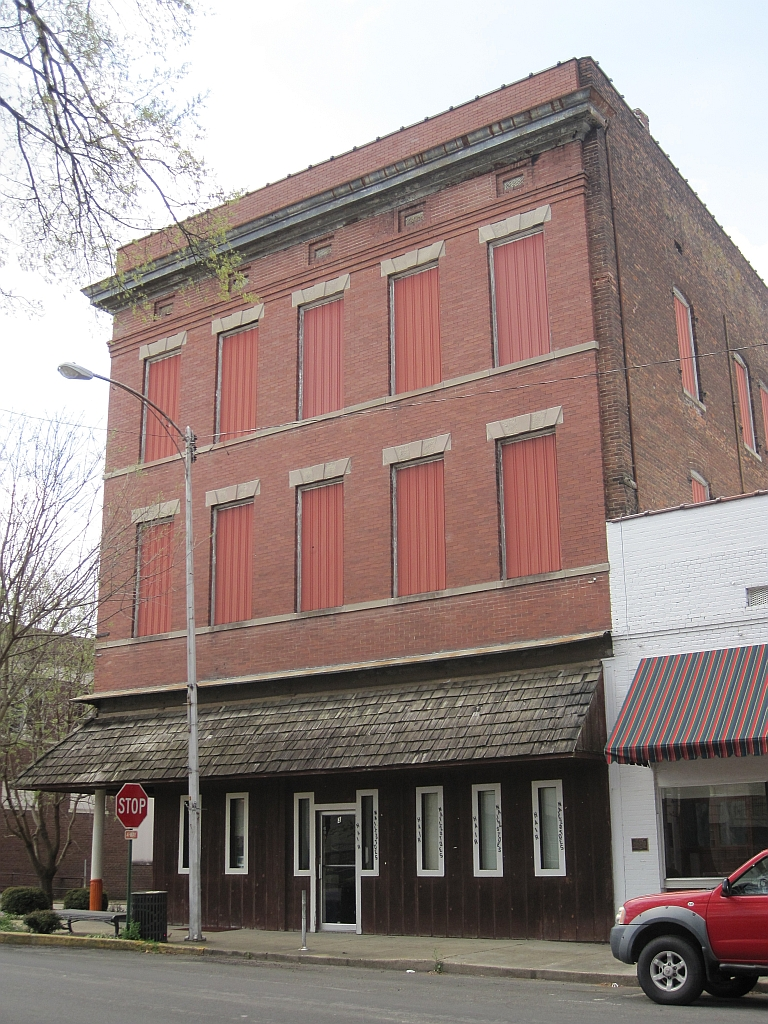

## Démographie
| 1880 | 1890  | 1900  | 1910  | 1920  | 1930  | 1940  | 1950  |
| ---- | ----- | ----- | ----- | ----- | ----- | ----- | ----- |
| 627  | 1 126 | 1 707 | 4 810 | 5 074 | 4 314 | 4 449 | 4 530 |

| 1960  | 1970  | 1980  | 1990  | 2000  | 2010  | - | - |
| ----- | ----- | ----- | ----- | ----- | ----- | - | - |
| 5 134 | 6 196 | 6 220 | 5 910 | 5 181 | 4 115 | - | - |

## Source
- (en) Cet article est partiellement ou en totalité issu de l’article de Wikipédia en anglais intitulé « Marianna, Arkansas » (voir la liste des auteurs).

1. ↑  « Statistiques des États-Unis - Arizona - Profils des communautés de 2010 » (consulté en novembre 2020)